# Pablo Leal
Pablo Andrés Leal Inostroza (Valdivia, 20 de abril de 1991) es un futbolista chileno. Juega como mediocampista.

## Trayectoria
Formado en Deportes Valdivia, debutó profesionalmente en 2013, precisamente en el equipo de su ciudad natal, donde consigue con el Torreón, el título de la Segunda División Profesional 2015-16.. Cabe destacar que su debut por los colores del Torreón se dio en el Torneo 2009, correspondiente al torneo de la Tercera División de Chile. Futbolista que ha jugado en 4 de las 5 divisiones del fútbol chileno, anotando goles en cada división (Tercera B, Tercera A, Segunda Profesional, Primera B.
En junio de 2022, es anunciado como nuevo refuerzo de Deportes Temuco de la Primera B de Chile.

## Clubes
| Club              | País  | Año       |
| ----------------- | ----- | --------- |
| Deportes Valdivia | Chile | 2009-2022 |
| Deportes Temuco   | Chile | 2022      |

## Palmarés

### Campeonatos nacionales
| Título                       | Equipo            | País  | Año     |
| ---------------------------- | ----------------- | ----- | ------- |
| Segunda División Profesional | Deportes Valdivia | Chile | 2015-16 |